# Râul Argiu
Râul Argiu (în ucraineană Арджиу/Арджів, transliterat: Arjdîu/Ardjiv) este un afluent al râului Siretul Mare.